# Färila kyrka
Färila kyrka är en kyrkobyggnad i Färila i Uppsala stift. Den är församlingskyrka i Färila-Kårböle församling. Ett stycke från kyrkan ligger den gamla stallstaden som är landskapets bäst bevarade. Kyrkan uppfördes 1781 - 1783 och ersatte en äldre medeltidskyrka, sannolikt uppförd på 1400-talet. Socknen är känd från 1300-talet vilket gör det antagligt att det här har funnits en ännu äldre kyrka.

## Kyrkobyggnaden
Nuvarande stenkyrka består av ett rektangulärt långhus och ett smalare kor med en tresidig östmur där sakristian är inrymd. Vid långhusets västra sida finns kyrktornet. Ingångar finns i väster genom tornet samt mitt på långhusets nord- och sydsida. Kyrkans exteriör är putsad i svagt rosa med lisener och listverk i vitt. Murarna genombryts av rundbågiga fönsteröppningar med skrånande smygar.
9 september 1781 lades grunden till nuvarande kyrka och 5 oktober 1783 invigdes den av kyrkoherde Per Regnell. 21 juli 1837 drabbades den nyuppförda kyrkan av en förödande brand då blixten slog ned och antände tornet och kyrktaket. De flesta inventarierna förstördes och av kyrkan återstod endast murarna. Kyrkan återuppbyggdes och invigdes 4 juli 1846 av ärkebiskop Carl Fredrik af Wingård. Interiören och den fasta inredningen fick helt förnyas efter branden, varav altaruppsats och predikstol fortfarande återstår. Nuvarande takfall och nuvarande tornöverbyggnad tillkom vid återuppbyggnaden på 1830-talet. 1902 installerades värme och 1931 lades ett koppartak. År 1993 - 1994 genomfördes en restaurering då man i görligaste mån försökte återskapa 1830-talets färgsättning.

## Inventarier
- Nuvarande altartavla målades 1843 - 1844 av Göran Sundin från Sunne i Jämtland. Tavlans motiv är Kristi förklaring.
- En träskulptur "Maria och barnet" utfördes 1973 av Järvsökonstnären Per Nilsson-Öst och finns ovanför dopaltaret.
- Nuvarande predikstol tillkom 1839 och står vid norra väggen. Den är dekorerad i vitt och guld.
- Nuvarande orgel tillkom efter branden. 1972 genomgick den en total ombyggnad 1972 då den försågs med 29 stämmor. Tillhörande orgelfasad tillkom 1860.
- Kororgeln med tjugo stämmor byggdes 1989 av Nils Hammarberg.

### Orgel
- 1843 byggde Lars Niclas Nordqvist, Alfta en orgel med 16 stämmor.
- 1920 byggde Åkerman & Lunds Nya Orgelfabriks AB, Sundbybergs köping en orgel med 25 stämmor, två manualer och pedal. Orgeln byggdes om 1945 av samma firma och hade då 26 stämmor.
- Den nuvarande orgeln byggdes 1972 av Olof Hammarberg, Göteborg. Orgeln består till stora delar av den föregående orgeln. Fasaden är från 1843 års orgel. Tonomfånget är på 56/30. Orgeln har mekanisk traktur, elektrisk registratur och slejflådor. Det finns två fria kombinationer och tutti koppel.

| Huvudverk I      | Svällverk II      | Pedal            | Koppel |
| Gedakt 16'       | Flöjtprincipal 8' | Principal 16'    | I/P    |
| Principal 8'     | Fugara 8'         | Subbas 16'       | II/P   |
| Rörflöjt 8'      | Voix céleste 8'   | Oktavbas 8'      | II/I   |
| Oktava 4'        | Gedakt 8'         | Gedaktbas 8'     |        |
| Koppelflöjt 4'   | Oktava 4'         | Oktavbas 4'      |        |
| Kvinta 2 2⁄3'    | Traversflöjt 4'   | Nachthorn 2'     |        |
| Oktava 2'        | Waldflöjt 2'      | Mixtur IV 2 2⁄3' |        |
| Cornett IV       | Ters 1 3⁄5'       | Basun 16'        |        |
| Mixtur IV 1 1⁄3' | Nasat 1 1⁄3'      |                  |        |
| Trumpet 8'       | Mixtur IV 2'      |                  |        |
|                  | Hautbois 8'       |                  |        |
|                  | Tremulant         |                  |        |
|                  | Crescendosvällare |                  |        |

#### Kororgel
- Kororgeln byggdes 1990 av Olof Hammarberg, Göteborg och är en mekanisk orgel med slejflådor. Fasaden är ritad av Joop Seldenthuis, Nederländerna. Orgeln har en cymbelstjärna. Tonomfånget är på 56/30.

| Huvudverk I        | Bröstverk II       | Pedal       | Koppel |
| Principal 8'       | Gamba 8'           | Subbas 16'  | I/P    |
| Vox candida 8'     | Gedakt 8'          | Gedakt 8'   | II/P   |
| Rörflöjt 8'        | Principal 4'       | Flöjtbas 4' | II/I   |
| Oktava 4'          | Koppelflöjt 4'     | Fagott 16'  |        |
| Gemshorn 4'        | Nasard 2 2⁄3'      |             |        |
| Oktava 2'          | Svegel 2'          |             |        |
| Mixtur III 1' 1⁄3' | Ters 1 3⁄5'        |             |        |
| Trumpet 8'         | Scharf II          |             |        |
|                    | Tremulant          |             |        |
|                    | Crescendosvällare. |             |        |

## Gravsatta på Färila kyrkogård
- Gustaf Ekström (1907–1995), kemist (utan gravsten, gravplats 300) [3]
- Per Jonsson (1956–1998), dansare och koreograf (minneslunden) [4]
- Björn Ståbi (1940–2020), riksspelman, målare och tecknare (askgravlunden) [5]